# Clarisse colettine
Le clarisse colettine (in latino Ordo Sanctae Clarae reformationis ab Coleta) sono le monache appartenenti all'ordine sorto in Francia agli inizi del XV secolo dalla riforma introdotta da santa Coletta di Corbie (1381-1447) in alcuni monasteri allo scopo di riportare la regola di santa Chiara alla primitiva austerità. Le clarisse colettine pospongono al loro nome la sigla O.S.C.Col.

## Storia
Per le monache clarisse, il clima di decadenza morale che segnò il periodo della cattività avignonese (1309-1376) e dello scisma d'Occidente (1378-1417) fu causa di rilassamento della disciplina e di raffreddamento dell'ideale monastico ed ebbe come conseguenza l'abbandono del rigido rispetto della regola di povertà imposto dalla regola di santa Chiara del 1253.
Colette Boilet, clarissa urbanista, si fece interprete delle tendenze ad un ritorno al primitivo rigore di molte sue consorelle: nel 1406, su consiglio del francescano Enrico di Baume, si recò a Nizza ed ottenne da Benedetto XIII l'autorizzazione a riformare i monasteri dell'ordine ed a fondarne di nuovi. 
Avendo fallito nel tentativo di riforma del monastero di Baume-les-Messieurs, affidatole dalla contessa di Ginevra, nel 1410 decise di fondare un nuovo monastero a Besançon: seguirono le fondazioni di Auxonne (1410), Poligny, Gand (1412), Heidelberg (1444), Amiens. Alla fine della sua vita (1447) i monasteri da lei riformati arrivano a diciassette.
Benedetto XIII la nominò abbadessa generale dei conventi: alla regola di santa Chiara del 1253 Coletta affiancò delle costituzioni che vennero approvate nel 1434 dal ministro generale dei frati minori e nel 1458 da papa Pio II.

## Attività e diffusione
Le clarisse colettine costituiscono un ordine di rigorosa vita claustrale: sono dedite alla preghiera contemplativa.
Alla fine del 2005 le monache clarisse colettine erano 668 ed il loro ordine contava 57 case.